# Jerzy Śmigielski
Jerzy Śmigielski lub Jan Jerzy Śmigielski (ur. 23 września 1890 w Kielcach, zm. 28 czerwca 1953 w Kielcach) – polski oficer, dyplomata, urzędnik konsularny.

## Życiorys
Był członkiem skautingu w Genewie. Następnie oficerem 5 Pułku Piechoty I Brygady Legionów Polskich, ostatnio w stopniu kpt. piechoty. Po wstąpieniu do polskiej służby zagranicznej pełnił funkcje m.in. w Ministerstwie Spraw Zagranicznych (1926-1929), I sekretarza w poselstwie w Rydze (1929-1932), wicekonsula/kierownika konsulatu w Pile (1932-1933), ponownie w MSZ (1934-).
Został pochowany na cmentarzu Starym w Kielcach.